# 相島 (山口県)
相島（あいしま）は、山口県萩市に属する島である。66世帯139人が住む(2020年<令和2年>4月1日時点)。

## 地理
萩市の北西約14kmの日本海上に浮かぶ。有人島である大島、櫃島、さらには現在無人島である尾島・羽島・肥島共々「萩・六島村」を構成する島の一つであり、これらの島々の中でもっとも西側に位置する。
島の周囲は岩礁で囲まれており、島内には火山灰が堆積している。
島の南岸に位置する相島港から中央部にかけて集落が点在する。島唯一の学校である相島小中学校も相島港の付近に存在する。

## アクセス
- 萩港（萩商港）から「つばき2」で約40分。1日3往復。詳しくは萩海運の項を参照。

## 特産品
スイカの産地として知られる。2005年（平成17年）から島内外からスイカの種苗オーナーを募る「相島スイカ作りオーナー」企画が行われている。
また、島内産のサツマイモを原料としたいも焼酎「あいしま」も販売されている（生産は周南市の酒造メーカー・山縣本店）。
かつては除虫菊の産地でもあった。